# Ciao Federico !
Pour plus de détails, voir Fiche technique et Distribution.
Ciao Federico ! est un film américano-italo-suédois réalisé par Gideon Bachmann et sorti en 1971. 

## Synopsis
Reportage, en 1968, sur le tournage du film Satyricon. Interviews de Federico Fellini, commentaires de quelques-uns de ses acteurs, ainsi que des membres de son entourage.
Fellini, avec ses mimiques et sa gestuelle, s’identifier à chaque personnage, du plus petit au plus grand rôle (il appelle tous ses acteurs par leur prénom et semble connaître jusqu’à celui du dernier figurant). On le voit tempêter (après un de ses scénographes), engueuler une actrice puis s’excuser, rassurer une Capucine inquiète ou devenir enjôleur puis égrillard avec d’autres à l’instar des protagonistes de sa fresque antique. Les images justifient ses interviews : faire des films est « le seul véritable moyen qu’il ait de faire partie de ce monde, d’établir un contact avec les gens… » (sic). Gideon Bachmann capte ses étonnements de petit garçon : que « Martino » (son acteur britannique Martin Potter) puisse encore manger comme un anglais aux manières raffinées (imitation à l’appui) après trois mois de tournage d’orgies romaines… Le Maestro est présent sur tous les fronts de sa superproduction : général d’empire dirigeant son armée de comédiens à bord d’une immense galère, grand-prêtre entouré de ses magiciens-techniciens ou savant illusionniste emporté par les affres de sa création dans un maelstrom de vent et de poussière. On comprend que, subjugués, ses acteurs ne peuvent être que des créatures asservies à leur créateur. Durant les pauses, il flotte comme un air de liberté, car on est en 1968 : on chante Dylan, on gratouille sa guitare, on fait de la bronzette à Ponza sur fond d’Azzuro de Celentano ou l'on discute le bout de gras avec la production qui renâcle toujours à rembourser « deux notes de frais par personne. »

## Fiche technique
- Titre : Ciao Federico !
- Titre d’origine : Ciao Federico !
- Réalisation : Gideon Bachmann
- Montage : Regine Heuser
- Musique : Nino Rota
  - Générique : chansons de Gideon Bachmann, William Conti, Robert Hensley
  - Chanson Don't Think Twice, It's All Right, paroles et musique de Bob Dylan, interprétée par Max Born
  - Chanson Azzuro, paroles de Vito Pallavicini, musique de Paolo Conte et Michele Virano, interprétée par Adriano Celentano
- Photographie : Gideon Bachmann, Anton Haakman, Mario Masini
- Son : Tai Krige, Gustl Hass
- Pays de production :  États-Unis,  Italie,  Suède
- Année de tournage : 1968
- Langues de tournage : anglais, français, italien
- Producteur : Victor Herbert
- Société de production : Sveriges Radio (Suède)
- Société de distribution : Carlotta Films
- Format : couleur – 16 mm – 1.66:1 – son monophonique
- Genre : documentaire
- Durée : 60 minutes
- Date de sortie :
  - États-Unis : 26 novembre 1971

## Distribution
- Federico Fellini : lui-même
- Giulietta Masina : elle-même
- Nino Rota : lui-même
- Giuseppe Rotunno : lui-même
- Dante Ferretti : lui-même
- Martin Potter : lui-même
- Hiram Keller : lui-même
- Max Born : lui-même
- Alain Cuny : lui-même
- Capucine : elle-même
- Magali Noël : elle-même
- Salvo Randone : lui-même
- Tanya Lopert : elle-même
- Roman Polanski[1] : lui-même
- Sharon Tate[2] : elle-même
- Les voix off de :
  - Ida Fellini (la mère de Federico)
  - Claudia Cardinale
  - Franco Fabrizi
  - Alberto Lattuada
  - Marcello Mastroianni
  - Sandra Milo
  - Barbara Steele
  - Lina Wertmüller (réalisatrice et scénariste italienne)

## Distinction
- Le reportage faisait partie d’une série de documentaires et d'images de Fellini au travail projeté au Festival de Cannes 2003 dans le cadre de la rétrospective intégrale de l’œuvre du maestro[3].

## Vidéographie
- 2003 : Ciao Federico !, un film de Gideon Bachmann (1971) — Durée 60 min + bonus 60 min : Fellinikon, Le Monde de Fellini et des rushes — VO sous-titrée en français — 1 DVD 9 remasterisé — Carlotta/Columbia Tristar.